# Segunda servidão

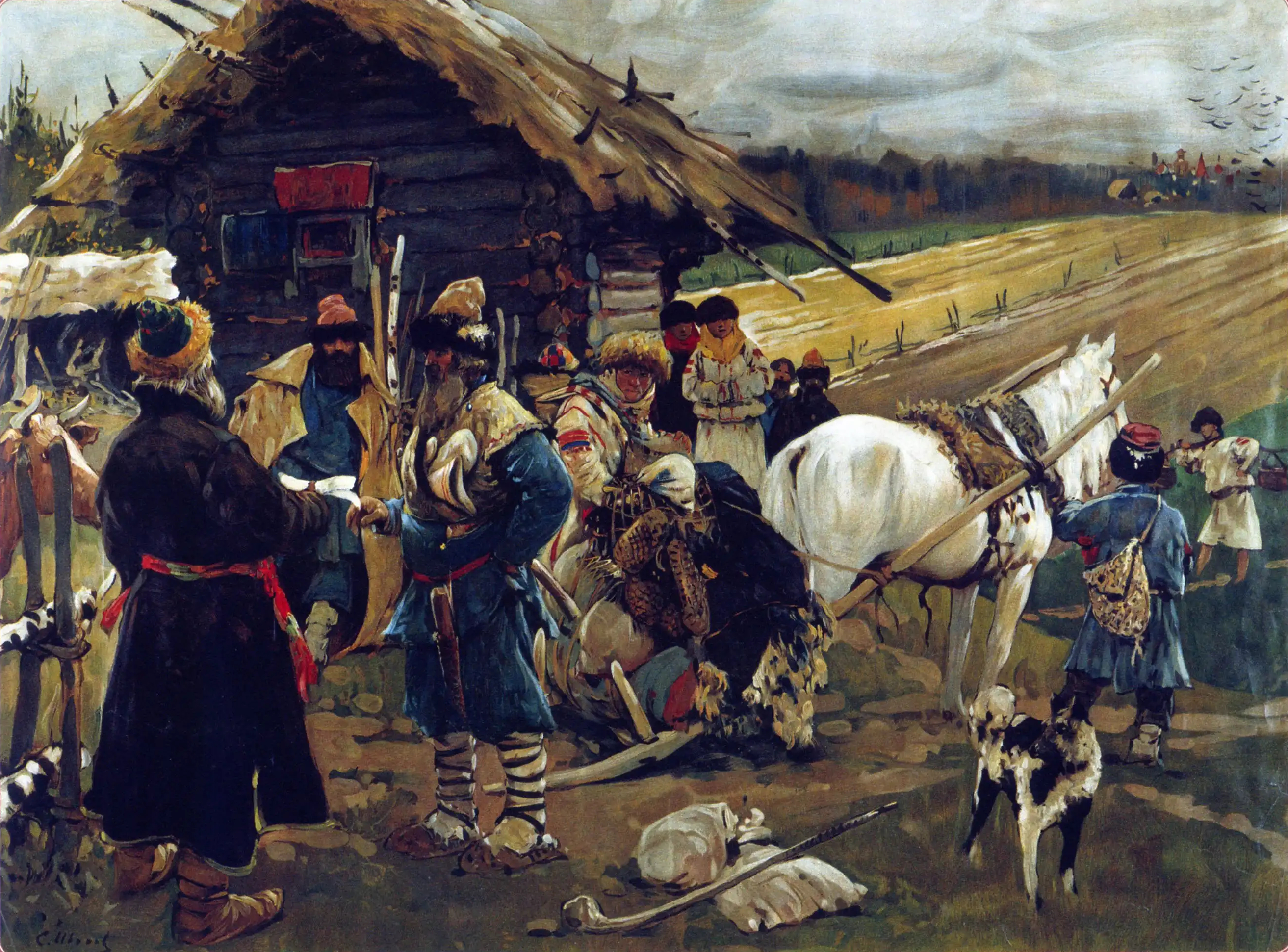
Um camponês deixando seu senhor no dia de Yuriev, por Sergei V. Ivanov

A Segunda Servidão, ou refeudalização, refere-se ao fenômeno do surgimento, reintrodução ou intensificação do regime de trabalho servil, ocorrido entre os séculos XV e XIX, em regiões da Europa Oriental, em contraste com o declínio da servidão na Europa Ocidental, que passava pela emergência do modo de produção capitalista.

## Características
A Segunda Servidão foi caracterizada pelo aumento massivo das corveias e pelas limitações de deslocamento da população camponesa. Utilizava-se do sistema feudal agrário europeu conhecido como Gutsherrschaft, no qual o trabalho camponês era realizado em grandes latifúndios senhoriais, durante vários dias da semana, por meio da obrigação senhorial corveia — o serviço gratuito prestado ao senhor. Tal modelo contrasta com o sistema feudal ocidental conhecido como Grundherrschaft (chamado de seigneurie na França e de manoir na Inglaterra), no qual o camponês pagava ao senhor rendas a partir de sua produção e prestava corveias reduzidas, podendo assim produzir para subsistência, troca ou venda.
A Segunda Servidão é geralmente associada ao aumento da demanda por grãos no Oeste da Europa. Essa demanda teria sido suprida por meio de intensa exportação, viabilizada pela maior exploração da mão de obra camponesa. Para alguns historiadores como Sergey D. Skazkine e Robert Brenner, a Segunda Servidão é explicada pelo desenvolvimento mais fraco das cidades, o que as deixou vulneráveis ao domínio senhorial.

## Onde ocorreu
O fenômeno manifestou-se nos países a leste do rio Elba, incluindo Prússia, Polônia, Rússia, Boêmia, Hungria e Romênia.

## Fim da Segunda Servidão
A Segunda Servidão perdurou por muitos séculos no Leste Europeu. A Rússia aboliu a servidão formalmente em 1861, em que pese ainda persistirem relações feudais no campo nos anos seguintes.